# Timeless Landmark
Le Timeless Landmark (en chinois traditionnel : 元邦皇冠 ; pinyin : Yuánbāng huángguàn) ou ChungYuet Royal Landmark est un ensemble de trois gratte-ciel d'une hauteur totale de 152 mètres de hauteur totale construit de 2009 à 2013 à Taoyuan dans le nord de l'île de Taïwan.
Ils abritent 353 logements pour une surface totale de plancher de 179 779 m2 répartis sur 3 bâtiments de 38 étages et 4 sous-sol chacun.
Ce sont les plus hauts édifices de Taoyuan.
L'architecte est le Taïwanais Lin Yongfa, qui a conçu les bâtiments dans un style neoclassique .
Le promoteur est le Chungyuet Group